# Campeonato Mundial de Patinaje Artístico sobre Hielo de 2024
El CXIV Campeonato Mundial de Patinaje Artístico se celebró en Montreal (Canadá) entre el 19 y el 24 de marzo de 2024 bajo la organización de la Unión Internacional de Patinaje sobre Hielo (ISU) y la Federación Canadiense de Patinaje sobre Hielo.
Las competiciones se realizaron en el Centre Bell de la ciudad canadiense. 
Los patinadores de Rusia y Bielorrusia fueron excluidos de este campeonato debido a la invasión rusa de Ucrania.

## Calendario
- Hora local de Montreal (UTC-5).

| Programa corto | Programa libre |

| Fecha       | Hora  | Evento             |
| ----------- | ----- | ------------------ |
| 20 de marzo | 11:00 | Parejas            |
| 20 de marzo | 16:05 | Femenino           |
| 21 de marzo | 11:20 | Masculino          |
| 21 de marzo | 18:10 | Parejas            |
| 22 de marzo | 11:45 | Danza sobre hielo  |
| 22 de marzo | 18:00 | Femenino           |
| 23 de marzo | 13:30 | Danza sobre hielo  |
| 23 de marzo | 18:00 | Masculino          |
| 24 de marzo | 14:00 | Gala de exhibición |

## Resultados

### Masculino
| Puesto | Nombre           | País           | Puntos |
| ------ | ---------------- | -------------- | ------ |
| Oro    | Ilia Malinin     | Estados Unidos | 333,76 |
| Plata  | Yuma Kagiyama    | Japón          | 309,65 |
| Bronce | Adam Siao Him Fa | Francia        | 284,79 |

### Femenino
| Puesto | Nombre         | País           | Puntos |
| ------ | -------------- | -------------- | ------ |
| Oro    | Kaori Sakamoto | Japón          | 222,96 |
| Plata  | Isabeau Levito | Estados Unidos | 212,16 |
| Bronce | Kim Chae-Yeon  | Corea del Sur  | 203,59 |

### Parejas
| Puesto | Nombre                                 | País     | Puntos |
| ------ | -------------------------------------- | -------- | ------ |
| Oro    | Deanna Stellato-Dudek Maxime Deschamps | Canadá   | 221,56 |
| Plata  | Riku Miura Ryuichi Kihara              | Japón    | 217,88 |
| Bronce | Minerva Hase Nikita Volodin            | Alemania | 210,40 |

### Danza en hielo
| Puesto | Nombre                         | País           | Puntos |
| ------ | ------------------------------ | -------------- | ------ |
| Oro    | Madison Chock Evan Bates       | Estados Unidos | 222,20 |
| Plata  | Piper Gilles Paul Poirier      | Canadá         | 219,68 |
| Bronce | Charlène Guignard Marco Fabbri | Italia         | 216,52 |

## Medallero
| Núm. | País           | Oro | Plata | Bronce | Total |
| ---- | -------------- | --- | ----- | ------ | ----- |
| 1    | Estados Unidos | 2   | 1     | 0      | 3     |
| 2    | Japón          | 1   | 2     | 0      | 3     |
| 3    | Canadá         | 1   | 1     | 0      | 2     |
| 4    | Alemania       | 0   | 0     | 1      | 1     |
| 4    | Corea del Sur  | 0   | 0     | 1      | 1     |
| 4    | Francia        | 0   | 0     | 1      | 1     |
| 4    | Italia         | 0   | 0     | 1      | 1     |
|      | TOTAL          | 4   | 4     | 4      | 12    |